# Abdij van Sint-Albanus (Mainz)

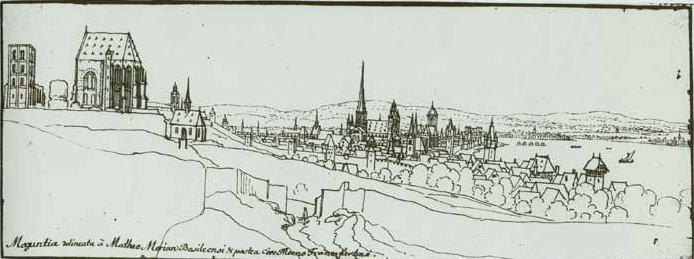
Zicht op Mainz vanuit het zuidoosten, met de Sint-Albanusabij aan de linkerkant met koor en toren, naast de cenotaaf van Drusus. Pentekening door Wenceslas Hollar (1631)

De abdij van Sint Albanus pal ten zuiden van het huidige Mainz is ontstaan als een benedictijnse abdij. De abdij werd in 787 of 796 door aartsbisschop Richulf (787-813) gesticht ter ere van de heilige Albanus van Mainz. Zij is ten zuiden van Mainz gelegen op de heuvel die later de Albansberg werd genoemd. Het klooster werd in 1442 omgezet in een collegiale stichting (Herrenstift). Het complex werd in 1552 compleet verwoest, maar ook daarna bleef de abdij tot de formele ontbinding in 1802 als een juridische entiteit bestaan.